# Toon
Pour les articles homonymes, voir Toon (jeu de rôle).
Le toon est un genre de personnage de dessin animé comique, capable de défier les lois de la physique et/ou de la logique afin de donner le plus de rythme à ses histoires. David Smith dans son encyclopédie sur Disney définit le « toon » comme étant un personnage  d'animation vivant dans la ville de Toontown qui apparaît dans le film Qui veut la peau de Roger Rabbit (1988), adaptation d'un roman de Gary K. Wolf, Who Censored Roger Rabbit?, publié en 1981.
Dans son ouvrage, Gary Wolf imagine qu'un monde parallèle adjacent à Hollywood existe et que les Toons (personnages de dessins animés) viennent régulièrement chez les humains pour tourner des dessins animés. Il situe son histoire dans les années 1940 avec des personnages des productions Disney, Warner et MGM depuis la fin des années 1920 à ceux présents dans les années 1950. La définition donnée par Wolf permet de considérer tout personnage de dessin animé comme étant un toon s'il répond aux caractéristiques des toons.
Le toon, immortel se démarque par la possession d'un corps élastique, indestructible. Il peut apparaître en plusieurs endroits à la fois, faire apparaître des objets du néants, tomber de très haut et survivre, passer à travers les murs — en ne laissant qu'un trou de la forme de sa silhouette —, survivre à des explosions, des écrasements, respirer dans l'eau et dans l'espace, etc.

## Liste de toons
Ces toons sont classés par studios il y a au moins des centaines de toons

### Disney
- Mickey Mouse
- Minnie Mouse
- Dingo
- Donald Duck
- Daisy Duck
- Balthazar Picsou
- Pluto
- Riri, Fifi et Loulou
- Tic et Tac
- Roger Rabbit
- Jessica Rabbit
- Bonkers
- Pat Hibulaire

### Warner Bros
- Bugs Bunny
- Daffy Duck
- Elmer Fudd
- Porky Pig
- Titi
- Grosminet
- Bip Bip et Coyote
- Marvin le Martien
- Speedy Gonzales
- Taz
- Charlie le coq
- Pépé le putois
- Sam le Pirate
- Animaniacs

### MGM
- Tom et Jerry
- Droopy
- Red (en)
- Georges et Junior
- Casse-noisettes
- Le Loup

### Autres
- Betty Boop
- Popeye
- Casper
- Scooby-Doo
- La panthère rose
- Grizzy et les Lemmings
- Woody Woodpecker
- Oggy et les Cafards
- Zig et Sharko
- Les Zinzins de l'espace